# Льюис, Алекс
Алекс Льюис (англ. Alex Lewis; 21 апреля 1992, Финикс, Аризона) — профессиональный футболист, выступал на позиции оффенсив гарда. В НФЛ играл за клубы «Балтимор Рэйвенс» и Нью-Йорк Джетс. На студенческом уровне выступал за команды Колорадского университета и университета Небраски. На драфте НФЛ 2016 года был выбран в четвёртом раунде.

## Биография

### Любительская карьера
Алекс Льюис родился 21 апреля 1992 года в Финиксе. Его отец Билл Льюис был игроком НФЛ, выступал за «Лос-Анджелес Рэйдерс», «Аризону Кардиналс» и «Нью-Ингленд Пэтриотс». Во время учёбы в школе Маунтин-Пойнт Льюис был игроком стартового состава футбольной команды, играя гардом нападения и тэклом. На момент окончания школы он был 86 игроком на позиции гарда в стране. Также он входил в состав школьной команды по лякроссу.
В январе 2011 года Льюис поступил в университет Колорадо. За «Колорадо Баффалос» он провёл двадцать четыре игры за два сезона, большую часть из них выступая на позиции тайт-энда. За этот период команда выиграла всего четыре матча. В начале мая 2013 года он подал документы для перевода в университет Небраски, в котором ранее учился и играл его отец. Позднее, 11 мая, Льюис и его бывший партнёр по «Баффалос» Джордан Уэбб были задержаны полицией в центре Боулдера за драку. После предъявления обвинения университет отозвал предложенную стипендию и предъявил дополнительные требования для поступления. Ему также было запрещено контактировать с членами футбольной команды на протяжении первого семестра обучения. Льюис признал себя виновным в нападении и 21 марта 2014 года был приговорён к 45 дням тюремного заключения.
После освобождения Льюис вернулся в команду и в сезоне 2014 года был стартовым левым гардом «Корнхаскерс». Летом 2015 года его выбрали одним из капитанов команды. Всего за университет Небраски он провёл двадцать шесть игр в турнире NCAA.

### Профессиональная карьера
Перед драфтом НФЛ 2016 года ему прогнозировали выбор в пятом или шестом раунде, отмечая проблемы игрока с физической формой, игрой ногами и техникой. Недостатки Льюиса частично компенсировались его концентрацией и скоростью в борьбе с игроками защиты соперника. «Балтимор Рэйвенс» выбрали его в четвёртом раунде под общим 130 номером. Комментируя выбор, аналитик сайта НФЛ Марк Дулгериан назвал этот выбор точечным усилением линии нападения, выделив необходимость работы над физической готовность игрока.
В первом своём сезоне в НФЛ Льюис провёл десять игр, пропустив часть чемпионата из-за травмы лодыжки. Во время предсезонных сборов летом 2017 года Алекс получил разрыв суставной губы плеча и был вынужден пропустить сезон целиком.